# Брёдсгор, Карен
Карен Брёдсгор (дат. Karen Brødsgaard; род. 10 марта 1978, Хорсенс) — датская гандболистка, игравшая на позиции линейной, двукратная олимпийская чемпионка (2000 и 2004 годы), чемпионка Европы (2002 год) и вице-чемпионка Европы (1998 и 2004).

## Биография
Брёдсгор выступала за свою карьеру в командах «Икаст-Бординг» (ныне «Мидтьюллан»), «Ларвик», «Виборг», «Хорсенс», Штенсбалле, Гедвед и «Ольборг». В 1999 году с «Виборгом» она взяла кубок ЕГФ. В сборной Дании дебютировала 25 февраля 1998 года, сыграла 140 матчей и забила 288 голов. В её активе два олимпийских чемпионских титула и один титул чемпионки Европы. В 2010 году Бродсгор покинула большой спорт, став помощницей тренера «Ольборга» и проработав там до января 2012 года. С лета 2016 года трудится в шведском клубе «Алингсос».